# Lepidozetes dashidorzsi
Lepidozetes dashidorzsi är en kvalsterart som beskrevs av Balogh och Sandór Mahunka 1965. Lepidozetes dashidorzsi ingår i släktet Lepidozetes och familjen Tegoribatidae. Inga underarter finns listade i Catalogue of Life.